# 세인트루시아의 국가
세인트루시아의 아들과 딸(Sons and Daughters of Saint Lucia)은 세인트루시아의 국가이다.
1979년에 국가로 제정되었고, Leton Felix Thomas가 작곡을, Charles Jesse가 가사를 작사 하였다.

## 가사
Sons and daughters of Saint Lucia, 
love the land that gave us birth, 
land of beaches, hills and valleys, 
fairest isle of all the earth. 
Wheresoever you may roam, 
love, oh, love our island home. 
Gone the times when nations battled 
for this 'Helen of the West', 
gone the days when strife and discord 
Dimmed her children's toil and rest. 
Dawns at last a brighter day, 
stretches out a glad new way. 
May the good Lord bless our island, 
guard her sons from woe and harm! 
May our people live united, 
strong in soul and strong in arm! 
Justice, Truth and Charity, 
our ideal for ever be! 

## 한국어 해석본
세인트루시아의 아들과 딸들이여, 
우리에게 생명을 주신 이 땅을 사랑하라 (또는 너희가 태어난 이 땅을 사랑하라)! 
해변과 언덕, 골짜기의 땅. 
지상에서 가장 아름다운 섬. 
그대가 어디에 돌아다니든, 
사랑하라! 우리 섬나라를 사랑하라! 
'서부의 헬렌'을 위한 이 나라의 전투의 시대는 지나갔고, 
어린이들이 어두운 수고에 시달린
갈등과 불화의 시대가 지나갔네
밝은 날이 동트는 새벽에, 
새로운 기쁨의 길로 뻗어나가리. 
주님이여! 우리나라를 축복하시고 
우리 아들들을 재앙과 재난으로부터 지켜주소서! 
우리 국민이 단결속에서 살도록, 
강한 정신과 강한 힘을!
정의와 진실 자선,
우리의 이상(理想)이 영원하도록 하소서! 